# Fontigens turritella
Fontigens turritella é uma espécie de gastrópode da família Hydrobiidae.
É endémica dos Estados Unidos da América. 